# 竹下数馬
竹下 数馬（たけした かずま、1918年1月23日 - 2003年10月7日）は、日本文学者。

## 略歴
大分県出身。1941年に東京帝国大学文学部国文科を卒業。東京大学副手、上智大学講師を経て、1950年に立正大学文学部助教授、次いで教授に就任。1988年に定年を迎え、立正大学名誉教授となる。浅野晃に師事し、松尾芭蕉などの研究を行った。

## 著書

### 単書
- 『平田篤胤の古典精神』 文松堂、1943年
- 『万葉集の文学』 三省堂、1961年[4]
- 『「死と再生」の文学 芭蕉『おくのほそ道』の秘密』 読売新聞社、1979年[4]
- 『「おくのほそ道」の虚構と真実 芭蕉文学の謎を解くカギは何か』 (21世紀図書館) PHP研究所、1986年[4]
- 『芭蕉マンダラの詩人 「おくのほそ道」の謎を明かす』 クレスト社、1994年

### 編集
- 『増田宋太郎歌集』 鮎書房、1944年
- 『文学事典 実力完成』 三省堂出版、1951年
- 『校註源氏物語 浮舟』 武蔵野書院、1952年
- 『文学遺跡辞典 詩歌編』 東京堂出版、1968年
- 『文学遺跡辞典 散文編』 東京堂出版、1971年

### 共編
- 『尊皇歌人撰集 勤皇烈士篇』（浅野晃共編） 文松堂書店、1943年
- 『尊皇歌人撰集 学者篇』（浅野晃共編） 文松堂書店、1943年
- 『世界文藝辞典 東洋編』 東京堂、1950年[4]